# 1655
| 1655               |
| ------------------ |
| Dødsfald - Fødsler |
|                    |

| Gregoriansk kalender | 1655 MDCLV              |
| Ab urbe condita      | 2408                    |
| Armensk kalender     | 1104 ԹՎ ՌՃԴ             |
| Kinesiske kalender   | 4351 – 4352 甲午 – 乙未 |
| Etiopisk kalender    | 1647 – 1648             |
| Jødisk kalender      | 5415 – 5416             |
| Hindukalendere       |                         |
| - Vikram Samvat      | 1710 – 1711             |
| - Shaka Samvat       | 1577 – 1578             |
| - Kali Yuga          | 4756 – 4757             |
| Iransk kalender      | 1033 – 1034             |
| Islamisk kalender    | 1065 – 1066             |

Konge i Danmark: Frederik 3. – 1648-1670
Se også 1655 (tal)

## Begivenheder
- England går i krig mod Spanien efter afslag på handelsaftaler i de spanske kolonier i Amerika.
- 25. marts – Christiaan Huygens opdager Saturn-månen Titan
- 10. maj - en engelsk flåde under William Penn og Robert Venables angriber hovedstaden i Jamaica, Port Royal, hvor spanierne næsten øjeblikkeligt overgiver sig

## Født
- 24. november – Karl 11. af Sverige fra 1660 til sin død i 1697. Han var gift med den danske Frederik 3.s datter, Ulrikke Eleonora.
- 5. december – Søhelten Ivar Huitfeldt fødes på Frederikssten i Norge. Han dør 4. oktober 1710 i et slag i Køge Bugt under Den store nordiske krig hvor han kæmper videre i det brændende skib, Dannebroge, indtil ilden når krudtkammeret, og skibet eksploderer.

## Dødsfald
- 28. juli – Cyrano de Bergerac (født 1619).